# Telangána
Telangána India egyik tagállama. Az ország déli részén terül el. Eredetileg Haidarábád állam része volt, melyet 1947-ig a britek tartottak uralmuk alatt, majd 1956-ban feloszlott, ekkor Ándhra és Telangána államok összevonásával létrejött Ándhra Prades. 2014. június 2-án Telangána levált Ándra Pradesről, ezzel India 29. tagállama lett. Haidarábád városa innentől egy rövid ideig mindkét állam fővárosaként szolgált, de 2015 óta kizárólag Telangána fővárosa.
Telangánát északról és északnyugatról Mahárástra, nyugatról Karnátaka, északkeletről Cshattíszgarh, délről és keletről Ándhra Prades határolja. Területe 114 840 km², népessége 35 286 757 (2011). Legnagyobb városai Haidarábád, Varangal, Nizamabad és Karimnagar.

## Etimológia
Telangána neve valószínűleg a telugu nyelvből ered, a trilinga szóból, melynek jelentése „a három linga”, így az állam neve „a három linga országa”. Egy hindu legenda szerint Siva linga formájában ereszkedett le három hegyre, melyek a Trilinga désza területet határolják. (A linga jelentése jel, bálvány, de jelenti Siva nemi szervét és nemzőerejét is.) A nevet azért kapta a főként telugu nyelvet beszélők által lakott terület, hogy megkülönböztessék Haiderábád másik, főként maráthi anyanyelvűek lakta régiójától, Maráthwadától.